# Gran Premio di Gran Bretagna 2011
Il Gran Premio di Gran Bretagna 2011 si è corso domenica 10 luglio 2011 sul Circuito di Silverstone ed è stata la nona prova della stagione 2011 del Campionato Mondiale di Formula 1. La gara è stata vinta dallo spagnolo Fernando Alonso su Ferrari, al suo ventisettesimo successo nel mondiale. Alonso ha preceduto sul traguardo le Red Bull Racing-Renault del tedesco Sebastian Vettel e dell'australiano Mark Webber.

## Vigilia

### Sviluppi futuri
Il 29 giugno 2011 la FIA comunica che i membri del Consiglio Mondiale hanno accettato la proposta, inviata dalla F1 Commission, di introdurre nuovi motori turbo da 1.600 cm³ con architettura V6 dal 2014.
Viene annunciato che la Williams dalla stagione 2012 utilizzerà motori Renault al posto degli attuali Cosworth. La scuderia inglese ha corso 146 gran premi motorizzata dalla casa francese, conquistando 63 vittorie, 79 pole, 69 giri veloci, 141 podi, quattro titoli piloti e cinque costruttori tra il 1989 e il 1997.

### Aspetti tecnici
La Pirelli, fornitore unico degli pneumatici, annuncia per questo gran premio coperture di tipo morbido e duro.
Dopo che nei precedenti due gran premi erano state previste due zone per l'attivazione del DRS, in questo gran premio la FIA decide di individuare una sola zona. Il punto per la determinazione del distacco viene posto prima della Arena e il sistema potrà essere attivato nel rettilineo prima della curva Brooklands.
Dopo il Gran Premio motociclistico di Gran Bretagna e le lamentele dei piloti, la pista è stata riasfaltata all'altezza della curva Abbey per rimuovere un avvallamento.

#### La nuovapit-lane
Il 17 maggio 2011 viene inaugurato il nuovo paddock del circuito; la linea d'arrivo viene spostata dalla zona tra le curve Woodcote e Copse a quella tra la Club e la Abbey. Il nuovo complesso è costato 27 milioni di sterline.
La nuova pit lane è stata volutamente disegnata per essere maggiormente impegnativa per i piloti e per minimizzare il tempo necessario per entrare e uscire dalla corsia stessa. La corsia d'entrata, posta poco prima della curva Vale, consente al pilota che la utilizza di continuare ad accelerare, mentre i piloti che restano sul tracciato devono invece rallentare per affrontare la più secca curva della pista. La corsia dei box non procede parallela al circuito, ma è angolata di cinque gradi per far sì che la curva all'entrata sia leggermente più rapida.
Il team principal della Red Bull Racing, Christian Horner, ha notato come la corsia d'entrata sia più bassa rispetto al circuito e inoltre crede che i piloti dovranno percorrere la curva d'entrata ai box come fosse una curva del tracciato. Questa particolare conformazione non consente agli spettatori della tribuna di vedere il pit stop. Sebastian Vettel, della Red Bull, ha pesantemente criticato questa nuova entrata alla corsia dei box, definendo il progetto "criminale".

#### La controversia sui gas di scarico

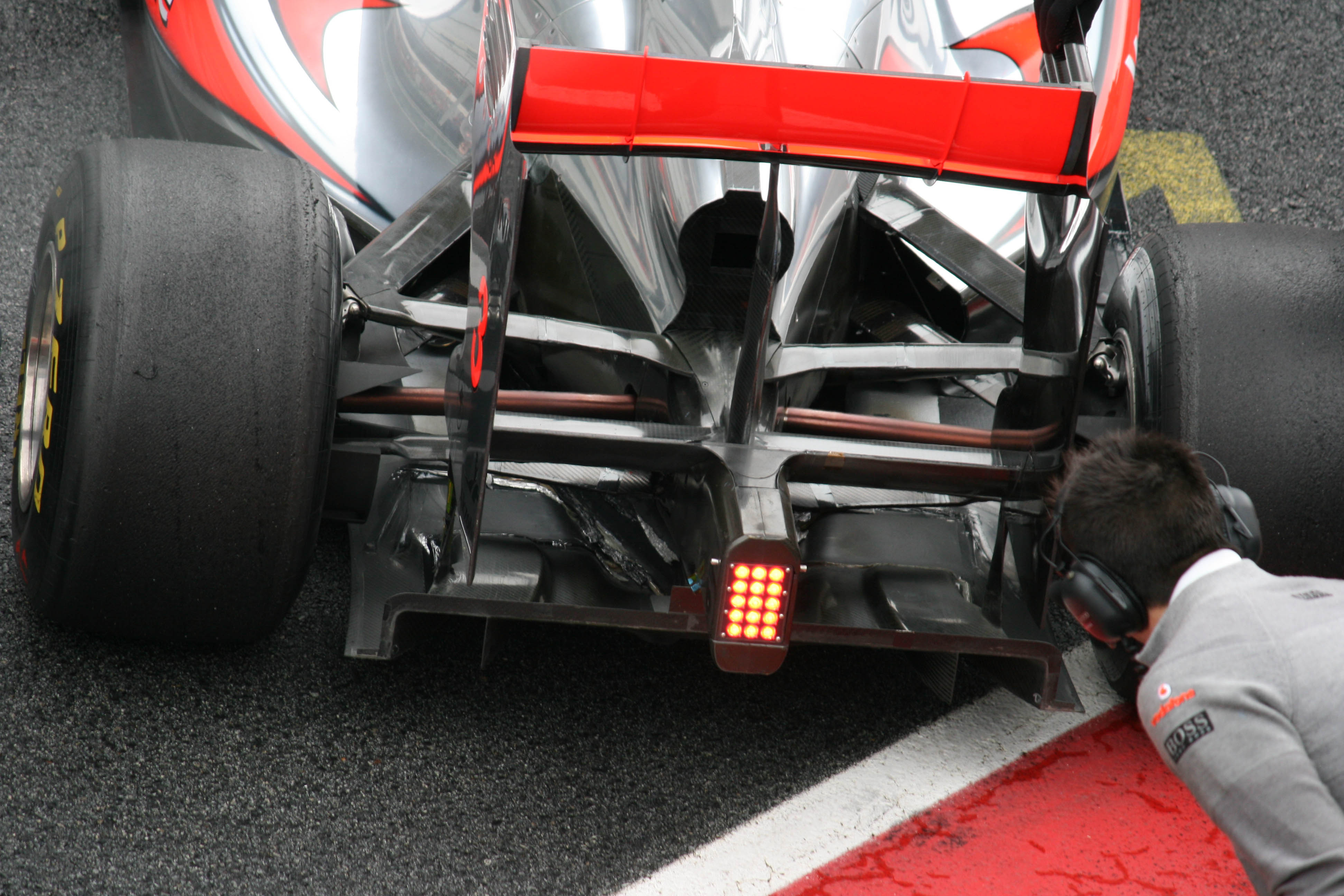
Il diffusore della McLaren MP4-26.

Da questo gran premio entra in vigore il nuovo regolamento tecnico che vieta l'uso dei gas di scarico, in fase di rilascio dell'acceleratore, verso il diffusore posteriore della monoposto: sarà permesso utilizzare solo il 10% dei gas di scarico. Il problema era stato sollevato nel corso del Gran Premio di Spagna dove era stato deciso però di non applicare tale divieto in quella gara, mentre nella gara seguente, a Monaco, il team manager della HRT, Colin Kolles, aveva dichiarato di essere pronto a inviare formale protesta, qualora la questione non venisse decisa prima del gran premio. Successivamente Kolles aveva affermato di voler attendere la riunione del gruppo tecnico del 16 giugno 2011.
Il Technical Working Group, composto da rappresentanti delle scuderie, e la FIA, rappresentata da Charlie Whiting, riuniti a Londra il 16 giugno 2011, hanno poi deciso di modificare l'applicazione del regolamento, vietando tale accorgimento. Inoltre è stato stabilito che dal 2012 gli scarichi dovranno essere obbligatoriamente rivolti verso l'alto e non più verso i diffusori.
Il 25 giugno 2011, Charlie Whiting, delegato tecnico della FIA, ha annunciato infine le ragioni di tale divieto:

Whiting ha aggiunto che la Federazione è intervenuta precedentemente, all'inizio della stagione, in quanto le cartografie estreme non erano ancora utilizzate:
Il direttore tecnico della Red Bull Racing, Adrian Newey, si è detto molto contrariato per tale decisione affermando che:
Successivamente, durante le prime prove libere, la FIA, ha portato il limite per l'utilizzo degli scarichi al 50% al fine di garantire maggiore affidabilità ai motori forniti dalla Renault. Questa decisione è stata duramente criticata da Martin Whitmarsh, responsabile della McLaren.
Alla fine di un week-end carico di polemiche e cambi di regolamento, le squadre troveranno l'accordo per liberalizzare l'impiego degli scarichi soffianti, cancellando di fatto l'aggiornamento delle norme proposto da Whiting.

### Aspetti sportivi
L'australiano Daniel Ricciardo, dopo aver svolto il ruolo di terzo pilota per Red Bull e Toro Rosso e aver svolto le prove del venerdì con la casa italiana nella prima parte della stagione, sarà pilota titolare alla HRT-Cosworth al posto dell'indiano Narain Karthikeyan. Non accadeva dal Gran Premio d'Olanda 1977 che due piloti australiani fossero iscritti ad uno stesso gran premio (all'epoca Alan Jones e Vern Schuppan).
Viene annunciato il passaggio di proprietà della HRT da José Ramon Carabante al fondo spagnolo Thesan Capital. Viene siglato un patto di partenariato tecnologico tra la Virgin Racing e la McLaren. La Virgin avrà accesso al banco prova della McLaren, al simulatore e alla sua galleria del vento; i tecnici della McLaren saranno inseriti nella struttura tecnica della Virgin. La Ferrari modifica la sua denominazione ufficiale, facendo decadere il nome dello sponsor Marlboro.
Nigel Mansell è il commissario aggiunto nominato per la gara dalla FIA. Aveva già svolto questa funzione nel gran premio del 2010.
Nella prima sessione di prove libere del venerdì Nico Hülkenberg ha preso il posto di Adrian Sutil alla Force India-Mercedes, mentre Karun Chandhok quello di Heikki Kovalainen alla Lotus-Renault.

## Prove

### Resoconto
La prima sessione è caratterizzata dalla pioggia intermittente; per i primi venti minuti nessuno dei piloti accede alla pista. Il miglior tempo è fatto segnare inizialmente da Nico Rosberg, poi battuto da Jenson Button e Mark Webber. Nel primo giro Fernando Alonso si gira senza conseguenze.
Col passaggio dei piloti sulla pista il tempo si è successivamente ancora abbassato dai piloti della McLaren-Mercedes, poi da Sebastian Vettel e Michael Schumacher, autore anche di un'escursione fuori pista. I tempi sono abbassati poi da Mark Webber e Fernando Alonso. A 25 minuti dal termine vi è un nuovo scroscio di pioggia.
A tredici minuti dal termine Kamui Kobayashi è finito contro le barriere dopo aver perso il controllo della vettura sui cordoli. Negli ultimi minuti la pista è migliorata ancora tanto che il tempo migliore è stato fatto segnare da Mark Webber, che poi ha lasciato la vettura in pista per aver terminato la benzina, davanti a Michael Schumacher e Rubens Barrichello.
Nella seconda sessione, disputata ancora su pista bagnata, Felipe Massa ottiene il miglior tempo seguito da Nico Rosberg e Kamui Kobayashi. La pioggia battente, caduta poco prima dell'inizio della sessione, ha permesso solo a poche vetture di completare alcuni giri. Prima Jaime Alguersuari, poi Sébastien Buemi, Michael Schumacher e Adrian Sutil sono scesi in pista effettuando qualche giro, prima che Mark Webber ottenesse il primo posto.
L'australiano, però, a condizione meteo migliorate, è precipitato al 14º posto, mentre il suo compagno di squadra Sebastian Vettel è solo 18º, senza aver sfruttato le condizioni migliori rese dal tracciato. Sorpresa per il giapponese della Sauber Kamui Kobayashi il quale, dopo l'incidente in mattinata, ha chiuso al terzo posto davanti a Lewis Hamilton e Jenson Button.
Fernando Alonso con l'altra Ferrari è 15º, mentre il debuttante Daniel Ricciardo ha chiuso una posizione davanti rispetto al suo compagno di squadra Vitantonio Liuzzi alla guida della HRT.
Al sabato mattina, a seguito di una riunione coi responsabili tecnici delle scuderie, la FIA revoca la deroga sull'utilizzo degli scarichi, concessa ai motori della Renault. È stata invece mantenuta la deroga concessa ai motori della Mercedes di iniettare più benzina in fase di rilascio.
Anche nella terza sessione di prove i piloti devono affrontare condizioni meteorologiche mutevoli. Inizialmente è Michael Schumacher che segna il tempo migliore, poi la pioggia torna a cadere ma Mark Webber segna un tempo migliore di quello del tedesco.
La seconda parte della sessione vede la cessazione delle precipitazioni. Nico Rosberg passa in testa, grazie all'uso delle gormme morbide. Negli ultimi dieci minuti della sessione tutti i team hanno provato a montare questo tipo di coperture. Prima Pastor Maldonado poi Fernando Alonso fanno segnare i tempi migliori, poi, negli ultimi minuti è Sebastian Vettel che strappa il risultato migliore: per soli 63 millesimi è più rapido di Alonso.

### Risultati
Nella prima sessione del venerdì si è avuta questa situazione:
| Pos | Nº | Pilota             | Costruttore       | Tempo    | Gap    | Giri |
| --- | -- | ------------------ | ----------------- | -------- | ------ | ---- |
| 1   | 2  | Mark Webber        | RBR-Renault       | 1'46"603 |        | 19   |
| 2   | 7  | Michael Schumacher | Mercedes          | 1'47"263 | +0"660 | 20   |
| 3   | 11 | Rubens Barrichello | Williams-Cosworth | 1'47"347 | +0"744 | 23   |

Nella seconda sessione del venerdì si è avuta questa situazione:
| Pos | Nº | Pilota          | Costruttore    | Tempo    | Gap    | Giri |
| --- | -- | --------------- | -------------- | -------- | ------ | ---- |
| 1   | 6  | Felipe Massa    | Ferrari        | 1'49"967 |        | 9    |
| 2   | 8  | Nico Rosberg    | Mercedes GP    | 1'50"744 | +0"777 | 16   |
| 3   | 16 | Kamui Kobayashi | Sauber-Ferrari | 1'51"395 | +1"428 | 16   |

Nella sessione del sabato mattina si è avuta questa situazione:
| Pos | Nº | Pilota           | Costruttore | Tempo    | Gap    | Giri |
| --- | -- | ---------------- | ----------- | -------- | ------ | ---- |
| 1   | 1  | Sebastian Vettel | RBR-Renault | 1'31"401 |        | 17   |
| 2   | 5  | Fernando Alonso  | Ferrari     | 1'31"464 | +0"063 | 20   |
| 3   | 2  | Mark Webber      | RBR-Renault | 1'31"829 | +0"428 | 12   |

## Qualifiche

### Resoconto
Nella prima fase il miglior tempo è di Mark Webber seguito da Pastor Maldonado. Fernando Alonso è autore di un'escursione nella ghiaia, ma può ripartire. Negli ultimi minuti la pioggia torna a far capolino sul circuito e nessuno dei piloti è capace di migliorare la posizione. Vengono eliminate le due STR-Ferrari, le due Virgin-Cosworth, le due HRT-Cosworth e Jarno Trulli. Passa alla Q2 Heikki Kovalainen sull'altra Lotus-Renault.
Nella Q2 la pista umida non impedisce ai piloti di montare gomme da asciutto. Nella prima parte il tempo migliore è di Adrian Sutil. Quando i piloti passano all'uso delle coperture più dure è Fernando Alonso a portarsi in testa, davanti a Lewis Hamilton e Michael Schumacher. S'inserisce Vettel fra i due, ma il tempo migliore è fatto da Felipe Massa, all'ultimo tentativo. Vengono eliminate le due Renault, Kovalainen, Adrian Sutil, Sergio Pérez, Michael Schumacher e Rubens Barrichello.
Nella decisiva fase tutti usano subito gomme morbide. Vettel va in testa ma viene battuto dal compagno di scuderia Webber. La pioggia torna sul circuito negli ultimi istanti della sessione e nessuno è capace di impensierire il duo della Red Bull. La scuderia anglo-austriaca conquista la nona pole, su nove gare, della stagione.

### Risultati
Nella sessione di qualifica si è avuta questa situazione:
| Pos                         | Nº | Pilota             | Costruttore          | Q1       | Q2       | Q3       | Griglia |
| --------------------------- | -- | ------------------ | -------------------- | -------- | -------- | -------- | ------- |
| 1                           | 2  | Mark Webber        | RBR-Renault          | 1'32"670 | 1'31"673 | 1'30"399 | 1       |
| 2                           | 1  | Sebastian Vettel   | RBR-Renault          | 1'32"977 | 1'32"379 | 1'30"431 | 2       |
| 3                           | 5  | Fernando Alonso    | Ferrari              | 1'32"986 | 1'31"727 | 1'30"516 | 3       |
| 4                           | 6  | Felipe Massa       | Ferrari              | 1'32"760 | 1'31"640 | 1'31"124 | 4       |
| 5                           | 4  | Jenson Button      | McLaren-Mercedes     | 1'34"230 | 1'32"273 | 1'31"898 | 5       |
| 6                           | 15 | Paul di Resta      | Force India-Mercedes | 1'34"472 | 1'32"569 | 1'31"929 | 6       |
| 7                           | 12 | Pastor Maldonado   | Williams-Cosworth    | 1'32"702 | 1'32"588 | 1'31"933 | 7       |
| 8                           | 16 | Kamui Kobayashi    | Sauber-Ferrari       | 1'34"324 | 1'32"399 | 1'32"128 | 8       |
| 9                           | 8  | Nico Rosberg       | Mercedes GP          | 1'34"186 | 1'32"295 | 1'32"209 | 9       |
| 10                          | 3  | Lewis Hamilton     | McLaren-Mercedes     | 1'33"581 | 1'32"505 | 1'32"376 | 10      |
| 11                          | 14 | Adrian Sutil       | Force India-Mercedes | 1'34"454 | 1'32"617 | N.D.     | 11      |
| 12                          | 17 | Sergio Pérez       | Sauber-Ferrari       | 1'34"145 | 1'32"624 | N.D.     | 12      |
| 13                          | 7  | Michael Schumacher | Mercedes GP          | 1'34"160 | 1'32"656 | N.D.     | 13      |
| 14                          | 10 | Vitalij Petrov     | Renault              | 1'34"428 | 1'32"734 | N.D.     | 14      |
| 15                          | 11 | Rubens Barrichello | Williams-Cosworth    | 1'33"532 | 1'33"119 | N.D.     | 15      |
| 16                          | 9  | Nick Heidfeld      | Renault              | 1'35"132 | 1'33"805 | N.D.     | 16      |
| 17                          | 20 | Heikki Kovalainen  | Lotus-Renault        | 1'34"923 | 1'34"821 | N.D.     | 17      |
| 18                          | 19 | Jaime Alguersuari  | STR-Ferrari          | 1'35"245 | N.D.     | N.D.     | 18      |
| 19                          | 18 | Sébastien Buemi    | STR-Ferrari          | 1'35"749 | N.D.     | N.D.     | 19      |
| 20                          | 24 | Timo Glock         | Virgin-Cosworth      | 1'36"203 | N.D.     | N.D.     | 20      |
| 21                          | 21 | Jarno Trulli       | Lotus-Renault        | 1'36"456 | N.D.     | N.D.     | 21      |
| 22                          | 25 | Jérôme d'Ambrosio  | Virgin-Cosworth      | 1'37"154 | N.D.     | N.D.     | 22      |
| 23                          | 23 | Vitantonio Liuzzi  | HRT-Cosworth         | 1'37"484 | N.D.     | N.D.     | 23      |
| 24                          | 22 | Daniel Ricciardo   | HRT-Cosworth         | 1'38"059 | N.D.     | N.D.     | 24      |
| Tempo limite 107%: 1'39"156 |    |                    |                      |          |          |          |         |

Con i tempi in grassetto sono visualizzate le migliori prestazioni in Q1, Q2 e Q3.

## Gara

### Resoconto
Alla mattina la FIA tenta di trovare un accordo con i costruttori per determinare in via definitiva la regola sull'utilizzo dei gas di scarico in funzione aerodinamica. Nel Technical Working Group non viene però trovato un accordo per ritornare alla situazione regolamentare precedente al Gran Premio d'Europa, per la contrarietà di Ferrari e Sauber.
La pioggia disturba il giro di allineamento di Pérez che danneggia il musetto della sua Sauber. Le vetture iniziano la gara con gomme intermedie.
Alla partenza Sebastian Vettel brucia il poleman Mark Webber; Fernando Alonso mantiene la sua posizione, mentre Lewis Hamilton scatta dal decimo posto fino al sesto, dopo aver passato anche Paul di Resta alla curva Stowe.  L'inglese della McLaren prosegue nella sua avanzata scalando al quinto posto, dopo un sorpasso su Jenson Button, che aveva passato alla partenza Felipe Massa, prima di essere ripassato dal brasiliano.
Dopo un contatto al nono giro con Kamui Kobayashi, Michael Schumacher va ai box, cambia il musetto e mette gomme da asciutto: i suoi tempi diventano subito molto interessanti. Per via di questa collisione, il tedesco sarà costretto a scontare uno stop & go di dieci secondi. Poco dopo anche Button segue la stessa strategia. Hamilton intanto attacca Massa ma va lungo. Al giro 12 e 13 i primi vanno a cambiare le coperture, e montano tutti gomme da asciutto. Nella corsia dei box viene sfiorato il contatto tra Kobayashi e Pastor Maldonado. A perderci nel giro dei pit, è una volta di più Massa che perde il quarto posto a favore di Hamilton.
Al giro 14 Massa viene passato da Button mentre il giro successivo Hamilton diventa terzo passando Alonso alla Copse. Ora Sebastian Vettel comanda davanti a Webber, Hamilton, Alonso, Button e Massa.
Le Ferrari aumentano il ritmo con la pista che via via si asciuga e al 24º giro Fernando Alonso si riprende la posizione su Lewis Hamilton; alla fine del giro Lewis inaugura la seconda tornata di pit stop, seguito da Webber un paio di passaggi dopo. Alonso gira velocissimo e si avvicina a Vettel tanto che al giro 28 va ai box in scia al tedesco. Problemi tecnici al cambio gomme della RBR consentono al ferrarista di passare in testa.
Lo spagnolo deve difendersi da un arrembante Hamilton ma Alonso inanella giri veloci e pone un certo margine sull'inglese che ora è seguito da vicino da Vettel. Dietro c'è Webber, che precede Jenson Button e Massa.
Al 36º giro Vettel è richiamato ai box, non riuscendo a passare Hamilton in pista. Quando, un giro dopo, è il turno dell'inglese a cambiare gomme, Vettel è davanti. Il giro seguente Vettel passa anche Massa che non ha ancora effettuato il terzo cambio gomme.
Al giro 39 vanno ai box sia Alonso che Button. All'inglese non viene fissata bene la gomma anteriore destra e deve ritirarsi. Hamilton e Webber passano Massa che, a dieci giri alla fine, va finalmente ai box per l’ultimo stop. Ora dietro ad Alonso c'è Vettel, seguito da Hamilton, Webber e Massa. Al giro 46 Webber sorpassa Hamilton, al quale è stato comunicato di preservare la benzina. Negli ultimi giri Webber cerca di passare Vettel, ma inutilmente, anche perché dai box lo invitano a mantenere le distanze; anche Massa cerca di passare Hamilton, i due si toccano nell'ultimo giro e l'inglese prevale sul brasiliano sul traguardo per 24 millesimi.
Rosberg e Perez lottano fino alla fine per il sesto posto, avendo effettuato solo due stop; per il messicano è il miglior risultato di una carriera ancora giovane.
Fernando Alonso vince così per la 27ª volta nel mondiale come Jackie Stewart. Sia lui che la Ferrari non prevalevano dal Gran Premio di Corea 2010.

### Risultati
I risultati del gran premio sono i seguenti:
| Pos | Nº | Pilota             | Costruttore          | Giri | Tempo/Ritiro               | Griglia | Punti |
| --- | -- | ------------------ | -------------------- | ---- | -------------------------- | ------- | ----- |
| 1   | 5  | Fernando Alonso    | Ferrari              | 52   | 1h28'41"196                | 3       | 25    |
| 2   | 1  | Sebastian Vettel   | RBR-Renault          | 52   | +16"511                    | 2       | 18    |
| 3   | 2  | Mark Webber        | RBR-Renault          | 52   | +16"947                    | 1       | 15    |
| 4   | 3  | Lewis Hamilton     | McLaren-Mercedes     | 52   | +28"986                    | 10      | 12    |
| 5   | 6  | Felipe Massa       | Ferrari              | 52   | +29"010                    | 4       | 10    |
| 6   | 8  | Nico Rosberg       | Mercedes GP          | 52   | +1'00"665                  | 9       | 8     |
| 7   | 17 | Sergio Pérez       | Sauber-Ferrari       | 52   | +1'05"590                  | 12      | 6     |
| 8   | 9  | Nick Heidfeld      | Renault              | 52   | +1'15"542                  | 16      | 4     |
| 9   | 7  | Michael Schumacher | Mercedes GP          | 52   | +1'17"912                  | 13      | 2     |
| 10  | 19 | Jaime Alguersuari  | STR-Ferrari          | 52   | +1'19"108                  | 18      | 1     |
| 11  | 14 | Adrian Sutil       | Force India-Mercedes | 52   | +1'19"712                  | 11      |       |
| 12  | 10 | Vitalij Petrov     | Renault              | 52   | +1'20"681                  | 14      |       |
| 13  | 11 | Rubens Barrichello | Williams-Cosworth    | 51   | +1 giro                    | 15      |       |
| 14  | 12 | Pastor Maldonado   | Williams-Cosworth    | 51   | +1 giro                    | 7       |       |
| 15  | 15 | Paul di Resta      | Force India-Mercedes | 51   | +1 giro                    | 6       |       |
| 16  | 24 | Timo Glock         | Virgin-Cosworth      | 50   | +2 giri                    | 20      |       |
| 17  | 25 | Jérôme d'Ambrosio  | Virgin-Cosworth      | 50   | +2 giri                    | 22      |       |
| 18  | 23 | Vitantonio Liuzzi  | HRT-Cosworth         | 50   | +2 giri                    | 23      |       |
| 19  | 22 | Daniel Ricciardo   | HRT-Cosworth         | 49   | +3 giri                    | 24      |       |
| Rit | 4  | Jenson Button      | McLaren-Mercedes     | 39   | Ruota                      | 5       |       |
| Rit | 18 | Sébastien Buemi    | STR-Ferrari          | 25   | Collisione con P. Di Resta | 19      |       |
| Rit | 16 | Kamui Kobayashi    | Sauber-Ferrari       | 23   | Perdita d'olio             | 8       |       |
| Rit | 21 | Jarno Trulli       | Lotus-Renault        | 10   | Perdita d'olio             | 21      |       |
| Rit | 20 | Heikki Kovalainen  | Lotus-Renault        | 2    | Cambio                     | 17      |       |

## Classifiche Mondiali

### Piloti
| Pos | Pilota             | Punti |
| --- | ------------------ | ----- |
| 1   | Sebastian Vettel   | 204   |
| 2   | Mark Webber        | 124   |
| 3   | Fernando Alonso    | 112   |
| 4   | Lewis Hamilton     | 109   |
| 5   | Jenson Button      | 109   |
| 6   | Felipe Massa       | 52    |
| 7   | Nico Rosberg       | 40    |
| 8   | Nick Heidfeld      | 34    |
| 9   | Vitaly Petrov      | 31    |
| 10  | Michael Schumacher | 28    |
| 11  | Kamui Kobayashi    | 25    |
| 12  | Adrian Sutil       | 10    |
| 13  | Jaime Alguersuari  | 9     |
| 14  | Sergio Pérez       | 8     |
| 15  | Sébastien Buemi    | 8     |
| 16  | Rubens Barrichello | 4     |
| 17  | Paul di Resta      | 2     |

### Costruttori
| Pos | Team                 | Punti |
| --- | -------------------- | ----- |
| 1   | RBR-Renault          | 328   |
| 2   | McLaren-Mercedes     | 218   |
| 3   | Ferrari              | 164   |
| 4   | Mercedes GP          | 68    |
| 5   | Renault              | 65    |
| 6   | Sauber-Ferrari       | 33    |
| 7   | STR-Ferrari          | 17    |
| 8   | Force India-Mercedes | 12    |
| 9   | Williams-Cosworth    | 4     |

## Decisioni della FIA
Al termine della gara, la FIA ha multato di 5.000 € la McLaren per aver fatto ripartire Jenson Button senza aver prima avvitato la gomma anteriore destra. La Sauber, invece, è stata multata di 20.000 € per aver fatto ripartire Kamui Kobayashi dalla corsia dei box non in condizioni di sicurezza.